# Tomás Antonio de la Cerda y Aragón
Tomás Antonio de la Cerda y Aragón, španski plemič, vojskovodja in politik, * 24. december 1638, Cogolludo, † 22. april 1692, Madrid.
Tomás Antonio de la Cerda y Aragón je bil podkralj Nove Španije med 30. novembrom 1680 in 30. novembrom 1686.